# Kelsey Smith-Briggs
Kelsey Shelton Smith-Briggs (28 décembre 2002 — 11 octobre 2005) est une victime de maltraitance. Elle est décédée au domicile de sa mère biologique Raye Dawn Smith et de son beau-père Michael Lee Porter. Kelsey était suivie « de près » par le Département des services sociaux de l'Oklahoma depuis janvier 2005 jusqu'à la date de sa mort.

## Biographie
Kelsey est née le 28 décembre 2002 à Oklahoma City, Oklahoma, de parents divorcés. Elle vit avec sa mère et reste en contact avec sa famille paternelle. Les deux premières années de sa vie se sont déroulées sans incident. Avant janvier 2005, aucun signe de maltraitance n'a été signalé aux autorités, ni remarqué par les membres de la famille ou le personnel de la garderie de Kelsey.

## Abus
De janvier 2005 à la fin de sa vie, Kelsey a subi plusieurs cas documentés et confirmés de maltraitance. Elle a notamment eu la clavicule et les jambes cassées, ainsi que de multiples ecchymoses et écorchures sur le visage et le corps. Le 17 janvier 2005, le Département des services sociaux de l'Oklahoma (OKDHS) confirme pour la première fois que Kelsey avait été victime de maltraitance après que cette dernière eut été emmenée aux urgences locales avec une clavicule cassée et de multiples ecchymoses et éraflures dans le bas du dos, sur les fesses et sur les cuisses.
En avril 2005, les deux jambes de Kelsey ont été cassées. Les médecins légistes ont déterminé qu'il s'agissait de fractures en spirale à différents stades de guérison et qu'elles avaient été causées par la maltraitance de l'enfant. Après cet incident, Kelsey a été placée sous la garde de l'OKDHS (l'État). Le 15 juin 2005, Kelsey est placée chez sa mère biologique Raye Dawn Smith et son beau-père Michael Lee Porter par le juge de district adjoint Craig Key, sur recommandation de l'OKDHS. Le juge a déclaré que l'agresseur était « inconnu »,.

## Mort
Kelsey Shelton Smith-Briggs est décédée le 11 octobre 2005 au domicile de sa mère, Raye Dawn Smith, et de son beau-père, Michael Lee Porter à Meeker, en Oklahoma. Sa mort a été considérée comme un homicide à la suite d'un traumatisme contondant à l'abdomen.

## Procès, verdict et condamnations
Michael Lee Porter (beau-père) a été accusé d'agression sexuelle et de meurtre au premier degré, mais en février 2007, il a plaidé coupable dans le cas d'une maltraitance d'un enfant et a été condamné à 30 ans de prison.
Raye Dawn Smith (mère biologique) a été reconnue coupable le 18 juillet 2007 dans le cas d'une maltraitance d'un enfant et a été condamnée à 27 ans de prison. Elle a été déboutée de sa demande d'appel.

## Répercussions politiques
En mars 2006, l'assemblée législative de l'Oklahoma adopte la loi Kelsey Smith-Briggs afin de réformer la manière dont les tribunaux et le département des services sociaux de l'Oklahoma traitent les cas de maltraitance et de négligence à l'égard des enfants.